# Новосельський Марко Абрамович
Марко Абрамович Новосе́льський (нар. 1900, Лубни — пом. 28 травня 1938, Харків) — український радянський скульптор єврейського походження.

## Біографія
Народився 1900 року в місті Лубнах (тепер Полтавська область, Україна) в міщанській сім'ї. Закінчив Харківський художній інститут. Працював у Харкові художником-скульптором у організаціях «Облхудожник» і «Всекохудожник».
Заарештований 10 квітня 1938 року як член антирадянської терористичної сіоністської шпигунської організації (статті 546, 548, 5411 Кримінального кодексу УРСР) і особливою трійкою УНКВС по Харківській області 20 квітня 1938 року винесено ухвалу про розстріл. Розстріляний у Харкові 28 травня 1938 року. Реабілітований 10 грудня 1957 року.

## Творчість
- портрет Р. Копиленка (1927).
- пам'ятник Василю Блакитному в Харкові (1927, не зберігся);
- пам'ятник Михайлу в Харкові (1929, не зберігся);
- погруддя Архипа Тесленка в Лохвиці (19ЗЗ);

Брав участь у конкурсі на проект пам'ятника Тарасові Шевченкові в Харкові та на могилі поета в Каневі (19ЗЗ).